# Arthroleptis adolfifriederici
Arthroleptis adolfifriederici Nieden, 1911 è un anfibio anuro, appartenente alla famiglia degli Artroleptidi.

## Etimologia
L'epiteto specifico è stato dato in onore di Adolfo Federico di Meclemburgo-Schwerin.

## Distribuzione e habitat
Popolazioni isolate si trovano nelle foreste montane nell'estremo est della Repubblica Democratica del Congo, in Ruanda, Burundi e Uganda sudoccidentale. Altre popolazioni dell'Africa orientale considerate appartenenti a questa specie sono state attribuite ad altre.

## Tassonomia
IUCN, Conservation International, and NatureServe, 2004, Global Amph. Assessment suggeriva che le segnalazioni del Camerun fossero di un'altra specie, ora identificata con Arthroleptis perreti. Le segnalazioni da Kenya e Tanzania apparentemente si riferiscono ad Arthroleptis affinis.